# Streamline (chanson)
Pour les articles homonymes, voir Streamline.
Streamline est un single musical composé par le groupe makina espagnol Newton. Dès sa commercialisation en 1994, il se popularise rapidement en Espagne, et dans certains pays d'Amérique latine comme au Mexique. Cependant, la chanson est reprise dans une publicité pour la marque Pepsi aux États-Unis avec Jimmy Fallon. La durée originale de ce titre est de cinq minutes, mais elle a été écourtée et éditée en une durée de 30 secondes pour cette publicité. SPG Music commercialise une nouvelle édition de ce single le 10 juillet 2006.

## Pistes
1. Streamline (Lips Version) - 5:05
2. Streamline (Lipspace) - 4:37
3. Streamline (Voice & Pianopella) - 5:05

## Classements
| Charts (1994-1997) | Meilleure position |
| ------------------ | ------------------ |
| France (SNEP)      | 30                 |

En France, Streamline atteint la trentième place du top 50 et reste classé pendant 11 semaines du 25 janvier 1997 au 19 avril 1997.